# 村澤布高
村澤 布高（むらさわ のぶたか、1733年（享保18年） - 1801年（享和元年）7月13日）は、江戸時代中期から後期にかけての和算家・慈善家。通称は吟左衛門、字は盾峻、号は旨元。長年に渡る慈善の功績を認められて1808年（文化5年）苗字帯刀を許された。

## 生涯
信濃国更級郡今里村の人。「補数授時暦」を記した同村の暦算家・赤田百久より宮城流算術を学ぶ。天文、暦学にも通じ、天文和解、算学指南の書を記し、木製の時計を自ら作った事もあるという。門人は数百人にも及び、門人らによる算額奉納もあった。広く知られた著作としては、山田荊石の著作「今和漢算法」の間違いについて書いた「今和漢算法匡誤」がある。また、経書、史書、書経、詩経に通じており、韻学和解を三編、詩集も記している。布高は人々に親しまれる人柄であったといい、晩年は仏教に帰依した。
1801年（享和元年）7月没。69歳。
長年に渡る慈善の功績を認められて1808年（文化5年）苗字帯刀を許され、また更級の郡名を苗字として名乗る事を許された村澤高包は布高の子である。